# Academia Jónica

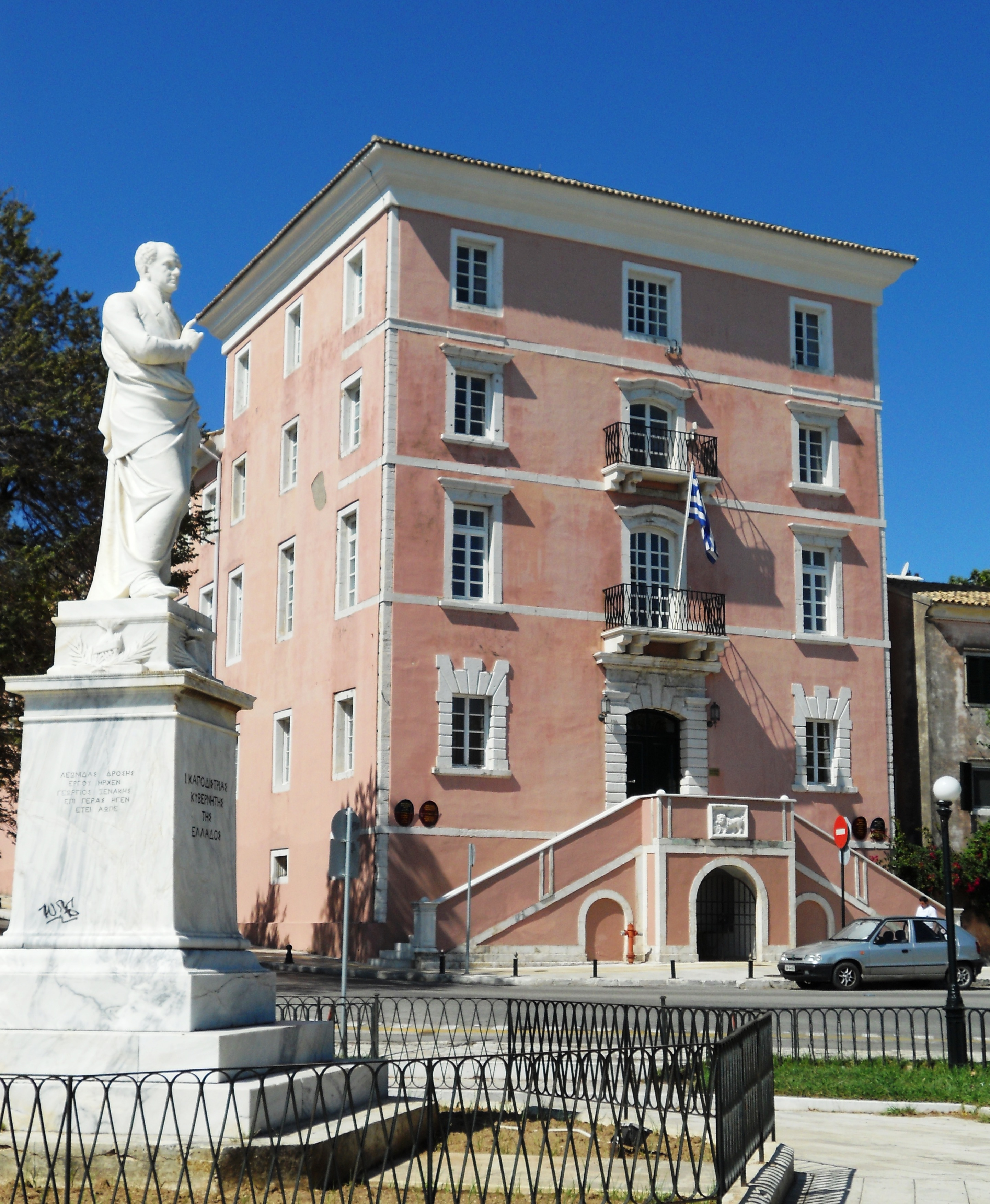
El edificio de la Academia Jónica, hoy día sede del Rectorado de la Universidad Jónica.

La Academia Jónica (en griego Ιόνιος Ακαδημία) fue la primera institución académica de la Grecia moderna y se encontraba en la ciudad de Corfú. La fundó en 1824 el británico Frederick North, 5º Conde de Guilford, ya que la isla entonces se hallaba bajo el control del Imperio Británico.

## Fundación
Cuando Lord Guilford visitó las Islas Jónicas en 1791 se encontró con que la situación educativa era desastrosa. No había ni una sola escuela en las islas, y los jóvenes que querían estudiar tenían que marcharse a otros países de Europa. Esto era así porque en las islas, que entonces estaban bajo control veneciano, funcionaba un sistema clasista, cuya continuación requería también que los ciudadanos no tuvieran acceso a la información.
Por tanto, el Lord se marchó pensando en la idea de crear una universidad, y la oportunidad se le presentó unos 20 años más tarde, al pasar las islas a control británico. En principio pensó en que la sede se colocara en Ítaca, pero en 1821 estalló la Guerra de Independencia griega y esta isla estaba demasiado cerca del continente, así que se decidió trasladar la sede a Corfú. 
En esta labor encontró bastantes obstáculos. Su idea era que las clases en la Academia se dieran en griego moderno por profesores griegos, pero muchos de los eruditos y profesores del resto de Grecia respondieron agriamente a sus solicitudes. También se le opuso seriamente la nobleza, que veía en esta institución una posible merma de sus privilegios. También, el mismo gobierno británico veía excesivo el coste de la universidad, y el hecho de que estuviera abierta a todo el mundo, no sólo a los habitantes del Estado Jónico. Así, fue el mismo Lord Guilford el que tuvo que pagar de su bolsillo gran parte del gasto de la universidad, creando incluso unas becas para que los jóvenes griegos estudiaran en Europa y luego fueran profesores en su Academia.

## La Academia
Lord Guilford tardó ocho años en consesguir el permiso del gobierno británico, pero consiguió que la Academia Jónica abriera sus puertas en 1824. Ésta tenía cuatro facultades: Medicina, Teología, Derecho y Filosofía.
Sin embargo la buena marcha del proyecto duró poco. En 1827 Lord Guilford murió y la biblioteca de la Universidad se trasladó al Reino Unido. Dado que la fuente principal de ingresos era el propio Lord, la facultad de medicina tuvo que cerrar en 1828, aunque volvió a abrirse en 1844. De 1837 hasta 1857 funcionó una facultad de Ingeniería de Caminos. En 1841 se fundó la facultad de Farmacia. La Academia, pues, funcionó a mejor o peor paso hasta 1864, momento en que las islas jónicas pasaron a formar parte del nuevo estado griego. Como este no podía permitirse mantener dos universidades (la de Atenas ya funcionaba), se decidió cerrar la de Corfú.
No obstante, en ella estudiaron e impartieron clase muchos intelectuales importantes, como Andreas Kalvos, entre otros. Además, se la suele considerar como la precursora de la Universidad Jónica.